# HC Dukla Prag

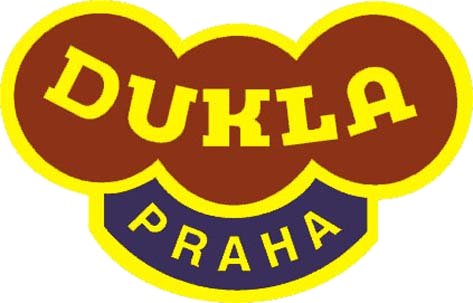
Klubbmärket.

HC Dukla Prag (tjeckiska: Handball Club Dukla Praha) är en tjeckisk handbollsklubb från Prag, bildad 1948.

## Spelare i urval
- Michal Barda (1979–1987)
- Tomáš Bartek (1977–1988)
- Ladislav Beneš (1962–1979)
- Jan Filip (1991–1997, 1998–1999)
- Filip Jícha (2000–2003)
- Jaroslav Konečný (1964–1966)
- Daniel Kubeš (1996–2001)

## Meriter
- Europacupmästare (nuvarande Champions League): 1957, 1963, 1984
- Tjeckiska mästare: 1994, 2011, 2017
- Tjeckoslovakiska mästare: 1950, 1953, 1954, 1955, 1956, 1958, 1959, 1961, 1962, 1963, 1964, 1965, 1966, 1967, 1970, 1977, 1979, 1980, 1982, 1983, 1984, 1985, 1986, 1987, 1988, 1990, 1991, 1992